# 希科里巴倫 (密蘇里州)
希科里巴倫（英語：Hickory Barren）是位於美國密蘇里州格林縣的非建制地區。

## 歷史
希科里巴倫的郵局於1846年設立，其後於1906年停運。

## 地理
希科里巴倫所處的海拔為高於海平面403米（即1322英呎），而該地所採用的時區為UTC-6，即北美中部時區（CST）。同時該地設有夏令時間，為UTC-6調快一小時，即UTC-5（CDT）。